# Rhabdoweisia fugax
Rhabdoweisia fugax là một loài rêu trong họ Rhabdoweisiaceae. Loài này được (Hedw.) Bruch & Schimp. mô tả khoa học đầu tiên năm 1846.